# محاصره (فیلم ۱۹۹۸)
محاصره (انگلیسی: The Siege) فیلمی در ژانر اکشن، مهیج، و تریلر سیاسی به کارگردانی ادوارد زوئیک است که در سال ۱۹۹۸ منتشر شد.

## خلاصه داستان
پس از حملات تروریستی به نیویورک، رئیس‌جمهور حکومت نظامی اعلام می‌کند و «ویلیام دورو» (ویلس)، ژنرال فاشیست، وارد عمل می‌شود و تانک‌های خود را را به بروکلین می‌فرستد…

## بازیگران
- دنزل واشینگتن
- آنت بنینگ
- بروس ویلیس
- تونی شالهوب
- لنس ردیک
- مارک ولی
- چیپ زاین